# Centruroides caribbeanus
Espèce
Centruroides caribbeanus est une espèce de scorpions de la famille des Buthidae.

## Distribution
Cette espèce se rencontre au Mexique au Quintana Roo sur Cozumel et au Honduras dans le département des Islas de la Bahía sur Guanaja.

## Description
Le mâle holotype mesure 111,8 mm et la femelle paratype 93,9 mm.

## Étymologie
Son nom d'espèce lui a été donné en référence au lieu de sa découverte, les Caraïbes.

## Publication originale
- Teruel & Myers, 2017 : « A New Island Species of Centruroides Marx, 1890 (Scorpiones: Buthidae) from the Southwestern Caribbean. » Euscorpius, no 252, p. 1-14 (texte intégral).